# Незнакомец пришёл обнажённым
«Незнакомец пришёл обнажённым» (англ. Naked Came the Stranger) — американский эротический фильм для взрослых, выпущенный в 1975 году. Фильм был срежиссирован Рэдли Мецгером (в титрах как англ. Henry Paris) и снят в нескольких вычурных местах Нью-Йорка.

## Сюжет
Радиоведущая Джилли полна решимости повеселиться с друзьями и знакомыми так же, как её шаловливый муж Билли. Она развлекается в нескольких местах по всему Нью-Йорку, в том числе на вычурном костюмированном балу, в старомодном бальном зале и на крыше двухэтажного автобуса, пока тот ездит по городу.

## В ролях
- Алан Марлоу — Марвин Гудмэн
- Дэрби Ллойд Рэйнс — Джилли
- Дэвид Сэвидж — официант
- Хелен Мэдигэн — актриса
- Кевин Андре — парень на вечеринке
- Леви Ричардс — Билли
- Мери Стюарт — Филлис
- Рита Дэвис — официантка

## Награды
- 1988: Зал славы XRCO[4]

## Описание
Фильм был основан на одноимённой книге Майка Макгрэди и вышел в период «золотого века порно» (начавшегося с выходом в 1969 году «Грустного кино» Энди Уорхола) в США, во время «порношика», когда эротические фильмы для взрослых только начинали выходить повсеместно, публично обсуждались знаменитостями (такими как Джонни Карсон и Боб Хоуп) и всерьёз воспринимались кинокритиками (такими как Роджер Эберт).

## Ремастеринг
В 2011 году DistribPix выпустила полный ремастеринг фильма при полном сотрудничестве режиссёра. Прошёл лимитированный показ в кинотеатрах, но главным итогом проекта стала первая в истории официальная ремастеринг-DVD-версия. Ранее был выпущен список музыкальных композиций из саундтрека к фильму.